# Mackeeper
Mackeeper (MacKeeper) è un'utility distribuita da Clario Tech DMCC dal 2019.
È stata sviluppata da ZeoBIT come un'applicazione software per Mac dedicata alla pulizia e alla sicurezza. L'app fornisce agli utenti strumenti come antivirus, VPN, blocco degli annunci, controllo della violazione dei dati, pulizia del sistema e funzioni di ottimizzazione delle prestazioni.
Il software è disponibile in 156 paesi.

## Storia
Mackeeper è stato sviluppato nel 2009 dai programmatori ucraini di Zeobit. La prima versione beta è stata pubblicata il 13 maggio 2010. È progettato per funzionare su computer con il sistema operativo Mac OS.
MacKeeper 1.0 è stato annunciato il 26 ottobre 2010.
Il 30 gennaio 2012, MacKeeper 2.0 è stato diffuso al Macworld – iWorld con un numero esteso di utilità.
Nell'aprile 2013, Zeobit ha venduto MacKeeper a Kromtech Alliance Corp. Kromtech ha assunto ex dipendenti di Zeobit con sede a Kyiv.
MacKeeper 3.0 è stato pubblicato nel giugno 2014 come software as a service.
Nel 2015, il MacKeeper Security Research Center è stato fondato insieme a Chris Vickery dopo aver trovato una vulnerabilità che può causare perdite di dati.
Durante gli anni 2016-2017, sono stati avviati i webinar educativi ed è stato lanciato l'Anti-malware Lab.
Nel luglio 2018, è stato pubblicato MacKeeper 4.0.
Nel 2019, Clario ha acquisito l'IP e il capitale umano di Kromtech, tra cui Mackeeper.
Nel novembre 2020, è stato lanciato MacKeeper 5.0, con produttività migliorata e una riprogettazione dell'interfaccia.
Nel dicembre 2020, l'azienda ha ricevuto la certificazione AV-TEST.
Nel marzo 2021, Clario Tech ha ottenuto la certificazione ISO 27001.

## Funzionalità
MacKeeper 5.0., pubblicato nel novembre 2020, ha i seguenti principali strumenti:
- Find & Fix - scansione con un solo clic per rivedere lo stato del Mac
- Antivirus con protezione in tempo reale
- IID Theft Guard che rileva le violazioni dei dati e le fughe di password
- StopAd per bloccare gli annunci su Chrome e Safari
- Safe Cleanup per rilevare e rimuovere allegati e file non necessari
- Duplicates Finder per individuare i file duplicati e ordinare foto o screenshot simili VPN